# Дама с камелиями
«Дама с камелиями» (фр. La Dame aux Camélias) — роман писателя Александра Дюма (сына), лёгший в основу оперы «Травиата».
Он повествует о любви между парижской куртизанкой и молодым романтичным парнем Арманом Дювалем. Прототипом Маргариты Готье являлась возлюбленная Дюма Мари Дюплесси, которая в 23 года умерла от туберкулёза. Из-за болезни сильные запахи были для неё непереносимы; аромат роз или гиацинтов вызывал головокружение, поэтому она любила камелии, которые почти не пахнут.

## Сюжет
Повествование ведётся от первого лица. 12 марта 1847 года рассказчик прочёл объявление о том, что в богатом доме состоится распродажа мебели и предметов роскоши, которые остались от умершей владелицы — куртизанки Маргариты Готье. Герой появляется на аукционе и под влиянием внезапного побуждения за очень крупную сумму выкупает книгу «Манон Леско», надписанную неким Арманом Дювалем. Через несколько дней объявляется сам Арман — красивый молодой человек, который только что вернулся из поездки. Он умоляет перепродать ему книгу, и таким образом рассказчик узнаёт историю Маргариты Готье, «дамы с камелиями».

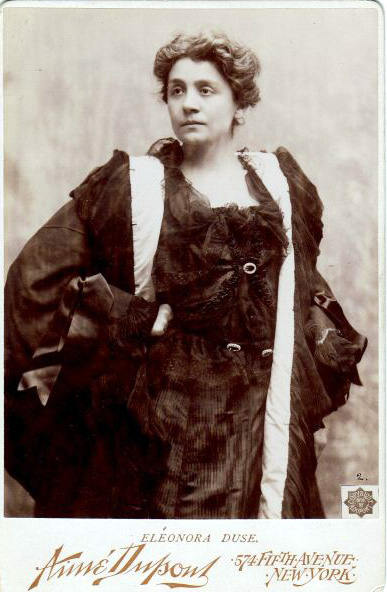
Элеонора Дузе в роли Маргариты Готье. 1896

Впервые Арман Дюваль увидел её в театре и влюбился с первого взгляда, хотя Маргарита лишь смеялась над ним. Под благовидным предлогом он зашёл в гости и был поражён тем, что умирающая от чахотки женщина столько пьёт, принимает гостей до поздней ночи, ложится спать лишь под утро. Улучив момент, Арман признаётся в любви, и Маргарита соглашается стать его любовницей. Она говорит: «Я уже давно ищу любовника молодого, покорного, беззаветно влюблённого, не требующего ничего, кроме моей любви». Однако со временем Маргарита проникается ответным чувством. Она бросает своих покровителей и уединяется с Арманом в деревне. Влюблённые ведут идиллическую жизнь, пока Арман не узнаёт, что привыкшая к роскоши Маргарита, оказывается, тайно распродаёт своё имущество, чтобы расплатиться с долгами. Об их финансовых тяготах узнаёт отец Армана Жорж Дюваль. В отсутствие сына он приезжает к Маргарите и просит её спасти Армана от разорения:

У моего сына нет состояния, но он хочет пожертвовать для вас наследством матери. Если он примет от вас дар, который вы хотите ему принести, честь и достоинство обязывают его обеспечить вас на случай несчастья. Но он не может принять вашей жертвы, потому что свет, которого вы не знаете, истолкует превратно его согласие и запятнает наше имя. Никто не поинтересуется спросить себя, любит ли вас Арман и любите ли вы его, является ли эта взаимная любовь счастьем для него и спасением для вас. Все отметят только то, что Арман Дюваль позволил своей содержанке… продать для него всё, что у неё было.

Маргарита порывает с Арманом и возвращается в Париж. Она возобновляет старый образ жизни, что усугубляет болезнь, снова сходится с покровителями. Арман же решает, что его просто бросили и жестоко мстит: находит новую возлюбленную по имени Олимпия и постоянно появляется с ней на глазах у Маргариты. Измученная Маргарита уезжает в Англию, Арман в ответ тоже отправляется путешествовать. В дороге он узнаёт о смерти Маргариты, немедленно отправляется назад, но не успевает даже на аукцион.

## Драма
Роман сразу стал очень популярен. Драматург Сироден посоветовал Дюма-сыну переделать его в пьесу. Закончив работу, он показал её отцу, тот был в восхищении. Дюма-отец собирался поставить её в своём Историческом театре, но помешали события революции 1848 года. В 1850 году Александр Дюма переработал драму. Театр «Водевиль» принял её к постановке. Но возникло препятствие: сюжет для того времени был смелый, министр полиции Леон Фоше запретил пьесу. Дюма безрезультатно обращались к цензору де Бофору — запрет оставался в силе. Госпожа Дош, которая должна была исполнять роль Маргариты, в своих хлопотах о пьесе дошла до Луи-Наполеона, с которым познакомилась в Лондоне. На одну из репетиций пришёл единоутробный брат принца-президента герцог Морни, потребовавший «свидетельство о морали» для пьесы, подписанное тремя знаменитыми писателями. Дюма-сын показал драму Жюлю Жанену, Леону Гозлану и Эмилю Ожье, и те рекомендовали её к постановке. Однако даже это не помогло. Лишь после переворота 2 декабря Морни, сменивший на короткое время Фоше, снял запрет на постановку.

## Экранизации и постановки
- Дама с камелиями (фильм, 1912) — французский немой фильм, в главной роли Сара Бернар.
- Дама с камелиями (фильм, 1915) — английский немой фильм, в написании сценария которого принимала участие Фрэнсис Марион.
- Дама с камелиями (фильм, 1917) — американский немой фильм, роль Маргариты Готье исполнила Теда Бара. В настоящее время считается утерянным[3].
- Дама с камелиями (фильм, 1921) — американский немой фильм, в главных ролях — Рудольф Валентино и Алла Назимова.
- Дама с камелиями (фильм, 1926) — американский немой фильм, в главных ролях — Норма Толмедж и Гилберт Роланд. Долгое время считался утерянным[4].
- Camille: The Fate of a Coquette — американский немой фильм Ралфа Бартона (англ. Ralph Barton), в главных ролях — Поль Робсон, Синклер Льюис, Анита Лус[5].
- Дама с камелиями (фильм, 1936) — американский фильм с Робертом Тейлором и Гретой Гарбо, получившей за эту роль номинацию на премию «Оскар». Включён в список 100 самых страстных американских фильмов и в список 100 лучших фильмов по версии журнала Time в 2005 году[6].
- Дама с камелиями (фильм, 1962) — испанский художественный кинофильм, экранизация режиссёра Альфонсо Балькасара, в главной роли Сара Монтьель.
- Дама с камелиями (фильм, 1976) — телефильм, в ролях — Кейт Неллиган, Питер Фёрт, Альфред Бёрк, режиссёр — Роберт Найтс
- Дама с камелиями (балет, 1978) — хореография и постановка — Джон Ноймайер, музыка — Фредерик Шопен.
- Дама с камелиями (фильм, 1978) — немецкий фильм режиссёра Тома Тёлле, в ролях — Эрика Плуар, Татьяна Иванова.
- Подлинная история дамы с камелиями (фильм, 1981) — художественный биографический кинофильм о жизни Мари Дюплесси, режиссёр — Мауро Болоньини, в главной роли — Изабель Юппер.
- Дама с камелиями (фильм, 1984) — телефильм, в ролях — Грета Скакки, Колин Фёрт, Джон Гилгуд.
- Дама с камелиями (спектакль 1990) — постановка Центрального академического театра Российской армии, режиссер Александр Бурдонский
- Дама с камелиями (фильм, 1994) — вьетнамский художественный кинофильм, экранизация режиссёра Чан Фыонга по сценарию Ким Кыонг.
- Дама с камелиями (фильм, 1995) — польский художественный телефильм-экранизация, режиссёр Ежи Антчак. В главной роли Анна Радван.
- Дама с камелиями (фильм, 2005) — в главной роли Франческа Нери.
- Маргерита и Арман (балет) — балет на основе пьесы «Дамы с камелиями» и оперы «Травиата», хореография и постановка — Фредерик Аштон (Frederick Ashton), музыка — Ференц Лист, балет был создан 1963 году специально для танцевального дуэта — Марго Фонтейн и Рудольф Нуреев.
- Дама с камелиями (балет, 2010) — постановка Татарского академического государственного театра оперы и балета им. М. Джалиля. Хореография Александра Полубенцева.[7]
- Виолетта (фильм, 2011, Италия) — режиссёр Антонио Фрацци. В главной роли — Виттория Пуччини.
- Дама с камелиями (спектакль, 2012) — мелодрама[8] Государственного русского драматического театра Удмуртии (Ижевск), режиссёр Виктор Прокопов[9].
- Дама с камелиями (спектакль, 2013) — пластический спектакль[10] Сергея Землянского[11], Московский драматический театр им. А.С. Пушкина (в роли Маргариты Готье — Анастасия Панина)